# Ābguscht

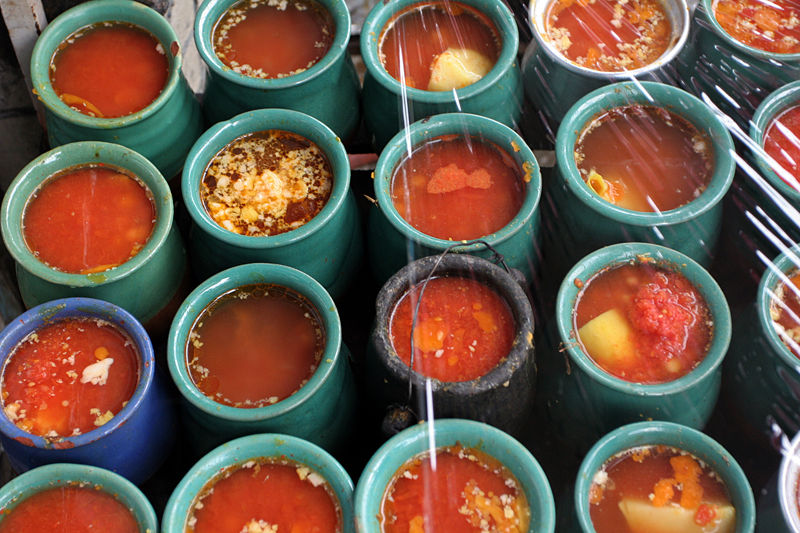
Ābguscht in Dizi-Töpfen

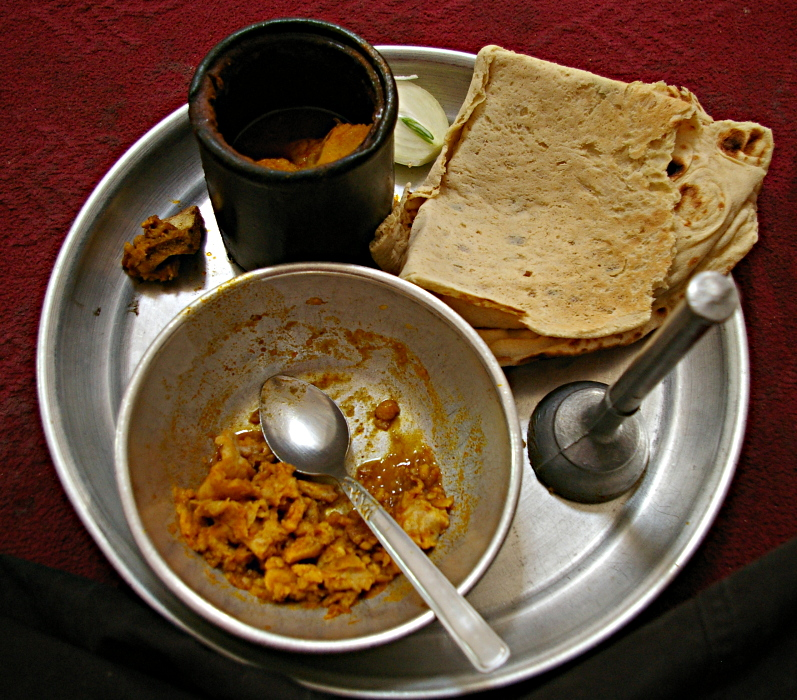
Ābgusht ist ein weit verbreitetes Schnellrestaurant-Essen im Iran; eingetunkt wird Lawasch oder auch „Barbari“

Ābguscht oder Abgusht (persisch آبگوشت, DMG Ābgūšt, englisch auch Abgoosht) ist eine Schmorfleischsuppe der persischen Küche. Verbreitet ist das Gericht nicht nur im Iran, sondern auch im mesopotamischen Raum. Sie wird auch „Dizi“ genannt, wenn sie in einem traditionellen Tontopf gefertigt wird. Zutaten für Ābgusht sind für gewöhnlich Lammfleisch, Kichererbsen, mit Kidneybohnen vergleichbare Bohnen, Zwiebeln, Kartoffeln, Tomaten, Kurkuma und getrocknete Limetten. Weitere Variationen sehen Schlangenbohnen vor.
Die Zutaten werden vermischt und aufgekocht. Feste Zutaten werden sodann püriert und mit Brühe serviert. Diese wird in einer Schüssel gereicht mit Fladenbrot, etwa Nān-e Lavāsch oder Nān-e Barbari. Das Brot wird in kleine Stücke zerteilt und die Brühschüssel damit aufgefüllt, bis die Brühe vollständig aufgesogen ist.